# Марментіно
Марментіно (італ. Marmentino) — муніципалітет в Італії, у регіоні Ломбардія, провінція Брешія.
Марментіно розташоване на відстані близько 470 км на північ від Рима, 95 км на схід від Мілана, 27 км на північ від Брешії.
Населення — 685 осіб (2014).

## Демографія
Населення за роками:

Станом на 1 січня 2023 року в муніципалітеті офіційно проживало 13 іноземців з 6 країн, серед них 5 громадян країн Євросоюзу та 2 громадяни України.

## Сусідні муніципалітети
- Бовеньо
- Колліо
- Ірма
- Лодрино
- Пертіка-Альта
- Пертіка-Басса
- Пеццаце
- Таверноле-суль-Мелла